# Lopes Tigrão
Wellington Nogueira Lopes, plus communément appelé Lopes Tigrão, est un footballeur brésilien né le 1er juin 1979.